# Thermoproteaceae
Las termoproteáceas (Thermoproteaceae) son una familia arqueas del orden Thermoproteales.

## Taxonomía
La familia Thermoproteaceae incluye dos géneros:
- Thermoproteus
- Pyrobaculum